# Костюшино (Бежецький район)
Костюшино (рос. Костюшино) — село в Бежецькому районі Тверської області Російської Федерації.
Населення становить 5 осіб. Входить до складу муніципального утворення Шишковське сільське поселення.

## Історія
Від 2005 року входить до складу муніципального утворення Шишковське сільське поселення.

## Населення
| 2008 | 2010 |
| ---- | ---- |
| 8    | ↘5   |